# Lucas Severino
Lucas Severino (Ribeirão Preto, 3 gennaio 1979) è un ex calciatore brasiliano, di ruolo attaccante.

## Biografia
Il figlio Pedro ne aveva seguito le impronte, divenendo anch'egli calciatore ma è stato vittima di un grave incidente d'auto nel marzo 2025 che lo ha lasciato in stato di incoscienza.

## Palmarès

### Club

#### Competizioni nazionali
- Coppa dell'Imperatore: 3

Gamba Osaka: 2008, 2009
FC Tokyo: 2011
- J.League Division 2: 1

FC Tokyo: 2011